# Летняя Спартакиада народов СССР 1983

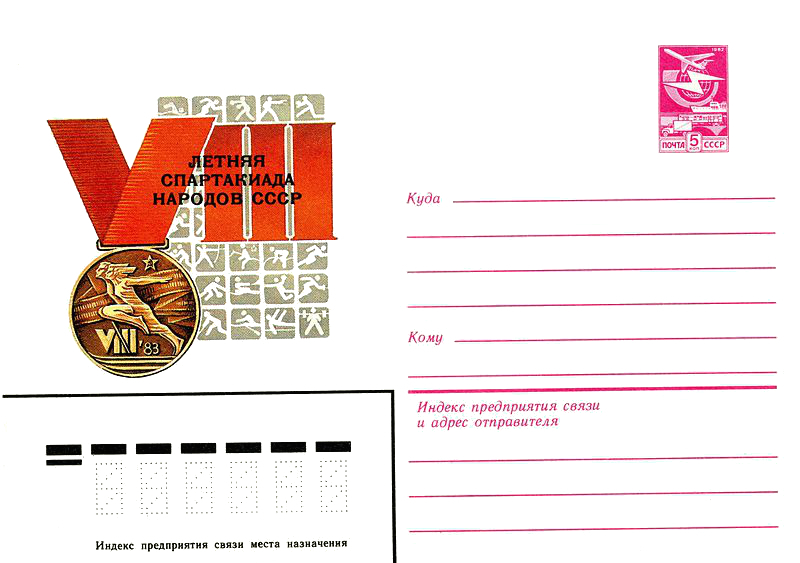
Почтовый конверт Министерства связи СССР

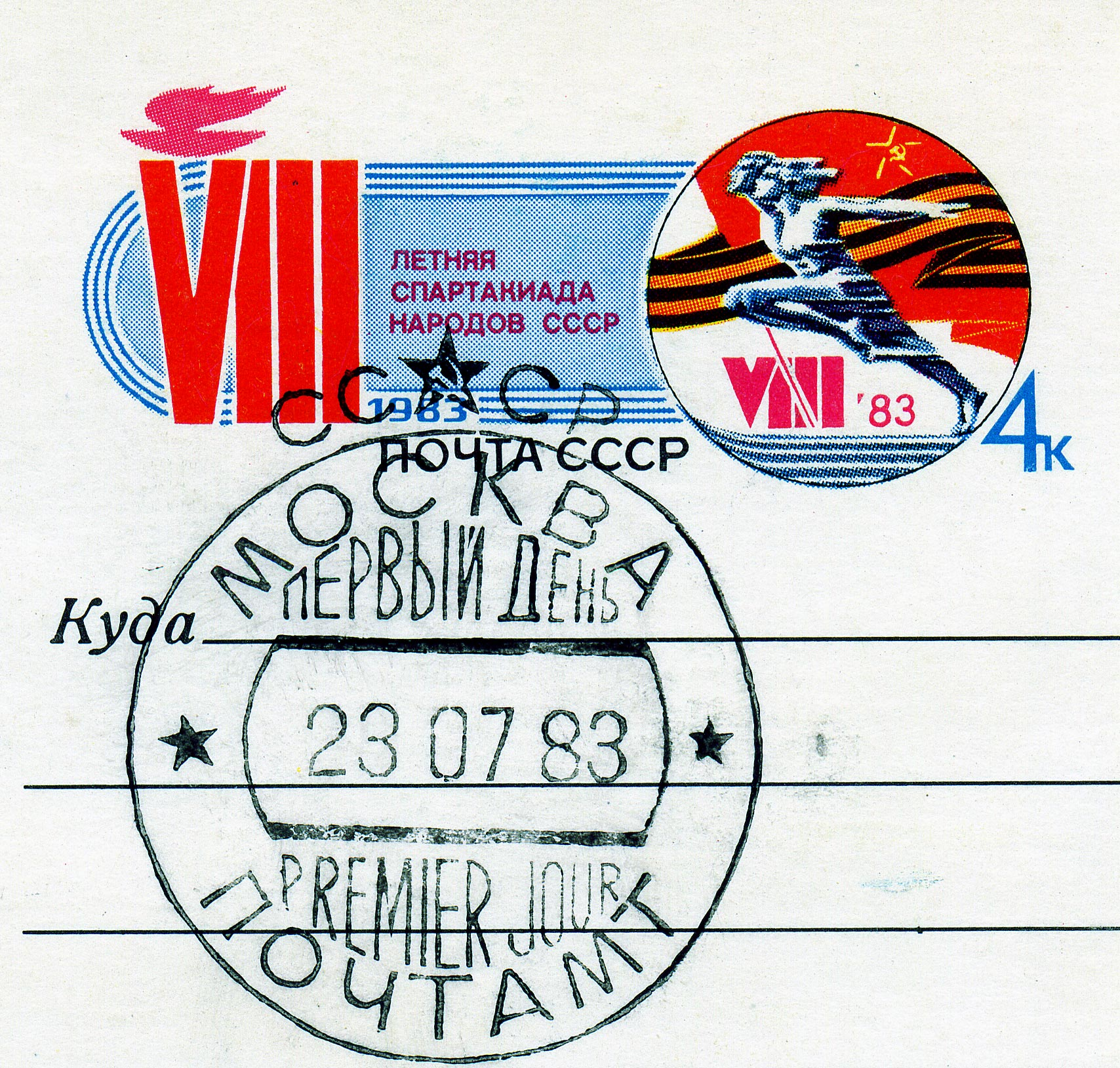
Фрагмент почтовой карточки СССР

VIII летняя Спартакиада народов СССР  — проходила в СССР в 1983 году. Финалы проводились в 32 видах спорта с 23 июля по 5 августа.

## Общая информация
Финальными состязаниями VIII летней Спартакиады народов СССР завершался фестиваль физкультуры и спорта, посвящённый 38-летию победы советского народа в Великой Отечественной войне. Участниками массовых стартов Спартакиады стали 234 000 коллективов физкультуры, 38 миллионов человек выполнили нормы для различных разрядов, 44 миллиона стали значкистами ГТО.
В финалах участвовали 8685 спортсменов. Было установлено 17 мировых рекордов, 22 рекорда СССР. Как и на предыдущей летней Спартакиаде, в финальных соревнованиях участвовали и зарубежные спортсмены. Они представляли 56 стран мира. В командном зачёте победила сборная РСФСР, на втором месте — сборная Украинской ССР, на третьем — сборная Москвы. В качестве почетного гостя на Спартакиаде присутствовал президент МОК Хуан Антонио Самаранч, который отметил прекрасную организацию соревнований.

## Финальные соревнования
| Вид спорта                  | Сроки проведения    | Место проведения | Результаты       |
| --------------------------- | ------------------- | --- | ---------------- |
| Баскетбол                   | 11 мая — 25 июня    | Москва. Универсальный спортивный зал ЦСКА, Дворец спорта «Динамо» | Мужчины, женщины |
| Бокс                        | 20 июля — 3 августа | Москва. Спорткомплекс «Олимпийский» | Результаты       |
| Борьба вольная              | 18—22 июля          | Москва. Футбольно-легкоатлетический комплекс ЦСКА |                  |
| Борьба классическая         | 24—28 июля          | Москва. Футбольно-легкоатлетический комплекс ЦСКА | Результаты       |
| Велосипедный спорт, трек    | 25—30 июля          | Москва. Велотрек в Крылатском |                  |
| Велосипедный спорт, шоссе   | 5—27 июля           | Украинская ССР, Алма-Ата |                  |
| Водное поло                 | 8—18 июня           | Москва. Плавательный бассейн Центрального стадиона имени В. И. Ленина, Олимпийский центр водного спорта                                                                               | Результаты       |
| Волейбол                    | 8—21 июня           | Москва. Малая спортивная арена, УСЗ «Дружба» Центрального стадиона им. В. И. Ленина                                                                                                   | Мужчины, женщины |
| Гандбол                     | 12 июля — 4 августа | Москва. Универсальный спортивный зал ЦСКА, Дворец спорта «Динамо» Вильнюс. Дворец спорта, Легкоатлетический манеж Спорткомитета Литовского ССР Каунас. Спортхалле, Спортивный зал ДСК |                  |
| Гимнастика                  | 28 июля — 4 августа | Москва. Дворец спорта Центрального стадиона имени В. И. Ленина |                  |
| Гимнастика художественная   | 18—21 июля          | Москва. Универсальный спортивный зал ЦСКА |                  |
| Гребля академическая        | 13—16 июля          | Москва. Гребной канал в Крылатском |                  |
| Гребля на байдарках и каноэ | 9—12 июня           | Москва. Гребной канал в Крылатском |                  |
| Дзюдо                       | 18—24 июля          | Москва. Малая спортивная арена Центрального стадиона имени В. И. Ленина |                  |
| Конный спорт                | 1 июля — 5 августа  | Москва. Конноспортивный комплекс «Битца» |                  |
| Лёгкая атлетика             | 14 мая — 22 июня    | Москва | Результаты       |
| Парусный спорт              | июль                | Таллин |                  |
| Плавание                    | 31 июля — 5 августа | Москва. Плавательный бассейн Центрального стадиона имени В. И. Ленина |                  |
| Синхронное плавание         | 21—23 июля          | Москва. Бассейн спорткомплекса «Олимпийский» |                  |
| Прыжки в воду               | 27 июля — 5 августа | Москва. Бассейн спорткомплекса «Олимпийский» |                  |
| Самбо                       | 30 июля — 3 августа | Москва. Футбольно-легкоатлетический комплекс ЦСКА |                  |
| Современное пятиборье       | 5—12 июля           | Москва | Результаты       |
| Стрелковый спорт            | 23 июля — 2 августа | Мытищи. Стрельбище «Динамо» |                  |
| Стендовая стрельба          | 23—31 июля          | Мытищи. Стрельбище «Динамо» |                  |
| Стрельба из лука            | 30 июля — 3 августа | Москва. Олимпийский спортивный центр профсоюзов |                  |
| Теннис                      | 20 мая — 1 июня     | Ташкент |                  |
| Теннис настольный           | 1—10 июля           | Львов. Спорткомплекс ЛГУ |                  |
| Тяжёлая атлетика            | 22—31 июля          | Москва. Дворец спорта «Измайлово» |                  |
| Фехтование                  | 14—21 июня          | Москва. Универсальный спортивный зал «Дружба» |                  |
| Футбол                      | 16 июля — 4 августа | Иваново, Рязань, Тула, Москва | Результаты       |
| Хоккей на траве             | 18 июля — 3 августа | Москва. Малая арена стадиона «Динамо» |                  |
| Шахматы                     | 15—29 июля          | Москва. Универсальный спортивный зал «Дружба» | Результаты       |